# Annevoie-Rouillon
Annevoie-Rouillon (en wallon Anevôye) est une section de la commune belge d'Anhée située en Région wallonne dans la province de Namur. Elle comportait trois sections avant la fusion des communes en 1976 : Annevoie, Rouillon et Hun.
C'était une commune à part entière avant la fusion des communes de 1977.

## Toponymie
Annevoie vient de Vôye (chemin en wallon) et Âgnes (Ânes en wallon).
Rouillon est issu de l'appellation Ruillio datant de l'an 615.

## Géographie
Annevoie-Rouillon fait partie du Condroz et est situé sur la rive gauche de la Meuse. Son relief est très accidenté (de 74 m à 262 m). Rouillon est relié à Godinne sur la rive droite de la Meuse par le pont routier de Rouillon.
La localité a une superficie de 657 ha dont 300 sont forestiers et est arrosée par le ruisseau d'Annevoie.
Au niveau géologique, on note la présence de calcaires frasniens surmontés par des schistes de Famenne et par des psammites du Condroz. Dans le méandre concave au nord de Rouillon, on trouve les roches rouges de Burnot c'est-à-dire des grès, des schistes et des poudingues de l'Emsien supérieur (Eodévonien).
Au nord d'Annevoie-Rouillon à la limite avec la commune de Profondeville, sont situés les Tiennes de Rouillon, réserve naturelle domaniale et Site de Grand Intérêt Biologique (SGIB) sur 28 ha. En effet, on y rencontre des pelouses sèches sur schistes, exceptionnelles dans la vallée mosane. Le silène penché, la petite oseille, l'orpin blanc et la mélique ciliée sont quelques-unes des plantes peuplant ces pelouses.

### Lieux-dits
- Chacoup.
- Wabout.
- Dernier trou.
- Fonteny.
- Les Pirailles.
- Saint-Marc.
- Praille.

## Histoire
Annevoie a connu une occupation humaine de longue date : on y a trouvé des vestiges néolithiques (deux crânes dans la grotte de Hun), romains (tombe renfermant des urnes, des poteries et des médailles) et mérovingiens (un petit cimetière).
L'existence de la localité d'Annevoie est attestée dès 1324. Il existait un manoir à Hun en 1343. Rouillon a toujours fait partie intégrante d'Annevoie.
Au Moyen Âge, Annevoie faisait partie du domaine direct du Comté de Namur. Au XIIIe siècle, sur le plan administratif, Annevoie est le siège d’une mairie importante qui s’étend de Gérin à Rivière. À cette époque, Annevoie est rattachée à la commune de Falaën.
En 1691, Jean de Montpellier (1634-1705), seigneur d'Yvoir, maître de forges, et son épouse Marie de Halloy, acquièrent dans le cadre d'un héritage de la tante de cette dernière, Catherine de Halloy, veuve de Bertrand du Hontoir, un domaine à Annevoie, qui comprend un château et une forge. Au milieu du XVIIIe siècle, leur fils puîné, Jean (1679-1740), seigneur d'Yvoir, maître des forges et mayeur des ferrons de la province de Namur, chambellan héréditaire du comté de Namur, agrandit le château. Ce dernier acquiert le fief des Grosses et Menues dîmes d'Annevoie en 1728.
Les jardins d'eau sont créés dès 1758 par leur fils Charles-Alexis de Montpellier (1717-1807), qui utilise pour cela les cours d'eau qui alimentent ses forges en amont et contrebas du château. Il fait agrandir le château et, s’inspirant de ses nombreux voyages en Europe, il fait aménager le parc avec des perspectives de jardin à la française, agrémentées de niveaux et d’effets d’eau de jardin à l'italienne et de paysages de jardin à l’anglaise.
En 1758, les seigneuries hautaines d'Annevoie et de Rouillon sont également acquises par Charles-Alexis de Montpellier (1707-1807), lequel exerce plusieurs charges dans le comté de Namur dont il est membre de l'Etat noble. Mayeur des Ferons, chambellan héréditaire du comté et grand-bailli de Montaigle, il est également seigneur d'Ambresin et Ambresineau et de Celles à Vedrin.
En 1784, la commune d'Annevoie compte 281 habitants et 52 bâtiments. Plusieurs installations industrielles se trouvent le long du ruisseau de Rouillon au milieu du XIXe siècle: affineries, fours et haut-fourneau au charbon de bois, makas (hydraulique et à charbon de bois), brocard et moulin à farine hydraulique (p. 13).
Lors de la Première Guerre mondiale, le général Lanrezac, chef de la Ve armée française, ordonne le 22 août 1914 la destruction des ponts entre Givet et Yvoir pour empêcher le passage de la Meuse par l'armée allemande. La destruction du pont routier de Rouillon par le génie belge n'empêche toutefois pas le XIIe corps saxon de franchir la Meuse à Rouillon. Lors de la Seconde Guerre mondiale, le pont de Rouillon est de nouveau dynamité par le génie belge en 1940.

## Évolution démographique
- Source: DGS, 1831 à 1970=recensements population, 1976= habitants au 31 décembre

## Liste des bourgmestres jusqu'en 1977
- 1797-1806 : Jean-Nicolas Didot (maire).
- 1807-1813 : Charles de Montpellier (maire).
- 1814-1863: Frédéric de Montpellier (maire/mayeur/bourgmestre).
- 1872-1884 : Jules de Montpellier d'Annevoie.
- 1895 : Charles Louis Ghislain de Montpellier d'Annevoie.
- 1897-1927 : Joseph de Montpellier d'Annevoie.
- 1927-1946 : Emmanuel Sandron.
- 1946-1958 : Félix Cartiaux, cultivateur.
- 1976 : Pierre de Montpellier d'Annevoie.

## Patrimoine et culture

### Patrimoine architectural

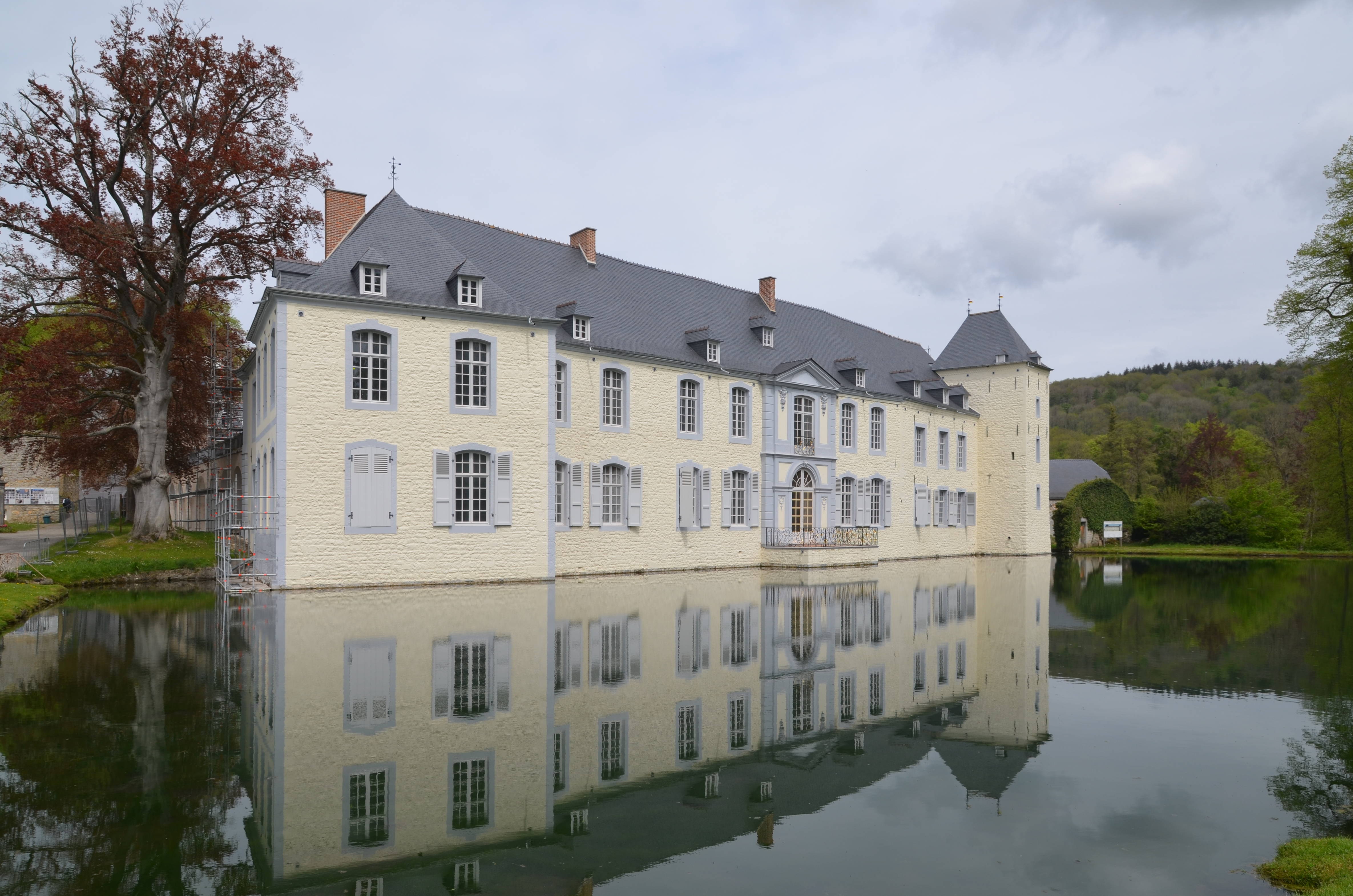
Château d'Annevoie : façade sud en 2021, après la restauration.

- Annevoie est connue pour ses magnifiques Jardins d'Annevoie imaginés par Charles-Alexis de Montpellier à la fin du XVIIIe siècle et qui combinent la rigueur des jardins à la française et la fantaisie du jardin anglais tout en utilisant la rivière du Rouillon pour composer avec le cours de celle-ci des jeux ou formes multiples d'un jardin italien [8],[9]. Les visiteurs en transports en commun peuvent y accéder depuis la gare de Namur par la ligne 21 Namur - Maredsous.

- Château d'Annevoie : En 1691 la famille de Montpellier s'implante à Annevoie, en la personne de Jean de Montpellier (1634-1705), seigneur d'Yvoir. Il est le grand-père de Charles-Alexis (1717-1807), écuyer, seigneur d'Annevoie, Rouillon, Ambresin et Ambresineau, Celles (Vedrin), membre de l'Etat noble et chambellan héréditaire du comté de Namur, grand bailli de Montaigle, mayeur des Ferons et maître de forges, anobli le 9 janvier 1743. Onze générations de Montpellier se sont succédé à la tête du domaine d'Annevoie jusqu'à l'aube du XXIe siècle.
- Église Saint-Antoine d'Annevoie-Rouillon : Édifice principalement néo-gothique. Ancienne chapelle castrale datant de 1635, agrandie en 1780, en 1851 et 1891. Les premiers agrandissements sont dû à la famille de Montpellier.
- Château de Hun : édifié en calcaire en style néo-Louis XVI en 1875.
- Ancien château de Hun (en bord de Meuse) : en partie détruit au début du XXe siècle. Donjon du bas Moyen Âge.
- Église du Sacré Cœur à Hun.
- Chapelle Saint-Christophe à Hun : édifice en grès bâti en 1926.

## Enseignement
- École communale d'Annevoie & Bioul : maternel et primaire.

## Économie
À partir du XVIe siècle, des forges, affinerie et haut-fourneau ont été en activité à Annevoie. Ces forges, propriété notamment de la famille de Montpellier, exploitaient les potentialités hydrauliques du ruisseau de Rouillon et des sources d'Annevoie. Le réseau d'alimentation en eau fournissait l'énergie nécessaire au fonctionnement des usines métallurgiques.
La carrière calcaire Beaupère a été en activité jusqu'au milieu du XXe siècle à Hun. La carrière a été reconvertie en site d'escalade du Club alpin belge. On trouve aussi des carrières de grès, autrefois exploitées pour la confection de mœllons et de dalles.
L'économie est actuellement basée sur l'agriculture, l'exploitation forestière et le tourisme, en particulier avec le château d'Annevoie et les Jardins d'Annevoie. Par ailleurs, le chemin de randonnée la Transmolignée assure une liaison pédestre intervillages sur 11,2 km entre les jardins d’Annevoie et l'abbaye de Maredsous.
Une centrale hydroélectrique mobile a été inaugurée en 2016 au niveau du barrage de Hun. Elle produit 9.800.000 kWh/an par an, soit la consommation annuelle de 2.900 ménages.
Depuis 2020, un vignoble de 11,5 ha s'est également implanté à proximité du château et des Jardins d'Annevoie sur les coteaux de la Meuse. Les vins y sont produits à partir des cépages résistants Johanniter, Cabernet blanc, Sauvignac, Cabaret noir et Solaris et en se basant sur les principes de l'agriculture biologique (biodynamie).

## Sport et vie associative

### Sport
Tennis de table : TT Rouillon.

## Personnalités
- Jules de Montpellier d'Annevoie (1908-1944), homme politique, y est né.